# Salvatore Ferrara
Salvatore Ferrara (Cefalù, 13 maggio 1924 – Cagliari, 22 ottobre 1986) è stato un politico italiano.

## Biografia
Di origine siciliana, socialista demartiniano, è stato sindaco di Cagliari dall'8 ottobre 1975 al 7 aprile 1979, consigliere comunale a Iglesias nel 1960 e più volte consigliere comunale a Cagliari negli anni 1970.
Il 21 ottobre 1997 gli è stata intitolata una via a Cagliari, nel quartiere di Nuovo Borgo Sant'Elia.